# Campeonato Mundial Juvenil de Halterofilismo
O Campeonato Mundial Juvenil de Halterofilismo (oficialmente em inglês: IWF Youth World Weightlifting Championships) é uma competição organizada pela Federação Internacional de Halterofilismo (FIH) para levantandores olímpicos da faixa etária juvenil/sub-júnior (até 17 anos de idade).
A primeira edição foi realizada em 2009, Chiang Mai, Tailândia, entre 20 e 24 de maio. Um total de 143 mulheres de 30 nações e 202 homens de 42 nações participaram.
A realização do evento é anual, a execeção dos anos de Jogos Olímpicos da Juventude. A idade mínima para participação é 13 anos, para ambos os sexos.
Para as edições dos seniores, com abertura de idade, veja: Campeonato Mundial de Halterofilismo. Para as edições dos juniores, veja: Campeonato Mundial Júnior de Halterofilismo.

## Edições
Lista dos campeonatos:
| Nº                                                         | Ano  | Datas                     | Cidade e país-sede        | # Atletas | # Nações | # Atletas | # Nações |
| ---------------------------------------------------------- | ---- | ------------------------- | ------------------------- | --------- | -------- | --------- | -------- |
| 1                                                          | 2009 | 20–24 de maio             | Chiang Mai, Tailândia     | 202       | 30       | 143       | 30       |
| 2                                                          | 2011 | 10–14 de maio             | Lima, Peru                | 116       | 31       | 86        | 23       |
| 3                                                          | 2012 | 18–22 de setembro         | Košice, Eslováquia        | 142       | 33       | 87        | 22       |
| 4                                                          | 2013 | 15–22 de julho            | Tasquente, Uzbequistão    | 246       | 42       | 187       | 37       |
| 5                                                          | 2015 | 7–12 de abril             | Lima, Peru                |           |          |           |          |
| 6                                                          | 2016 | 19–25 de outubro          | Penão, Malásia            |           |          |           |          |
| 7                                                          | 2017 | 3–10 de abril             | Bancoque, Tailândia       |           |          |           |          |
| 8                                                          | 2019 | 8–15 de março             | Las Vegas, Estados Unidos |           |          |           |          |
| A edição de 2020 foi cancelada devido à pandemia COVID-19. |      |                           |                           |           |          |           |          |
| 9                                                          | 2021 | 3–12 de outubro           | Jidá, Arábia Saudita      |           |          |           |          |
| 10                                                         | 2022 | 11–18 de junho            | León, México              |           |          |           |          |
| 11                                                         | 2023 | 25 de março – 1º de abril | Durrës, Albânia           |           |          |           |          |
| 12                                                         | 2024 | 22–26 de maio             | Lima, Peru                |           |          |           |          |

## Quadro geral de medalhas
As medalhas são dadas para os levantamentos (arranque e arremesso) e o total combinado. Aqui são listadas apenas as medalhas no total combinado até 2013.
| Ordem | País                 | Medalha de ouro | Medalha de prata | Medalha de bronze | Total |
| ----- | -------------------- | --------------- | ---------------- | ----------------- | ----- |
| 1     | China                | 18              | 7                | 10                | 35    |
| 2     | Rússia               | 12              | 6                | 6                 | 24    |
| 3     | Cazaquistão          | 5               | 6                | 7                 | 18    |
| 4     | Irão                 | 3               | 5                | 2                 | 10    |
| 5     | Coreia do Norte      | 3               | 4                | 0                 | 7     |
| 6     | Colômbia             | 3               | 2                | 3                 | 8     |
| 7     | Armênia              | 3               | 2                | 1                 | 6     |
| 8     | Tailândia            | 2               | 3                | 4                 | 9     |
| 9     | Turquia              | 2               | 1                | 5                 | 8     |
| 10    | Iraque               | 2               | 0                | 0                 | 2     |
| 11    | Roménia              | 1               | 5                | 2                 | 8     |
| 12    | México               | 1               | 2                | 5                 | 8     |
| 13    | Egito                | 1               | 2                | 1                 | 4     |
| 14    | Ucrânia              | 1               | 1                | 2                 | 4     |
| 15    | Equador              | 1               | 1                | 0                 | 2     |
|       | Moldávia             | 1               | 1                | 0                 | 2     |
| 17    | Bulgária             | 1               | 0                | 0                 | 1     |
| 18    | Venezuela            | 0               | 3                | 0                 | 3     |
| 19    | Taipé Chinesa        | 0               | 1                | 2                 | 3     |
|       | Uzbequistão          | 0               | 1                | 2                 | 3     |
| 21    | Azerbaijão           | 0               | 1                | 1                 | 2     |
|       | Coreia do Sul        | 0               | 1                | 1                 | 2     |
|       | Vietname             | 0               | 1                | 1                 | 2     |
| 24    | Grã-Bretanha         | 0               | 1                | 0                 | 1     |
|       | Itália               | 0               | 1                | 0                 | 1     |
|       | Myanmar              | 0               | 1                | 0                 | 1     |
|       | Estados Unidos       | 0               | 1                | 0                 | 1     |
| 28    | Índia                | 0               | 0                | 2                 | 2     |
| 29    | Indonésia            | 0               | 0                | 1                 | 1     |
|       | Polónia              | 0               | 0                | 1                 | 1     |
|       | República Dominicana | 0               | 0                | 1                 | 1     |
| Total | Total                | 60              | 60               | 60                | 180   |